# Lasioglossum pilosigyna
Lasioglossum pilosigyna är en biart som först beskrevs av Walker 1997.  Lasioglossum pilosigyna ingår i släktet smalbin, och familjen vägbin. Inga underarter finns listade i Catalogue of Life.

## Bildgalleri

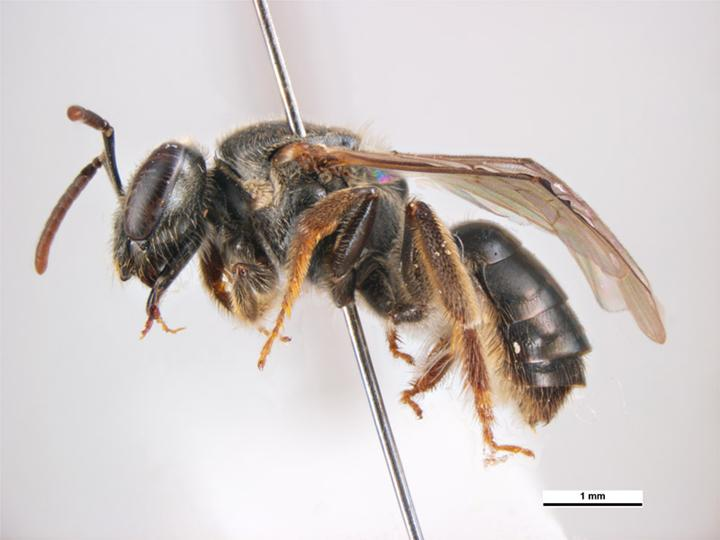
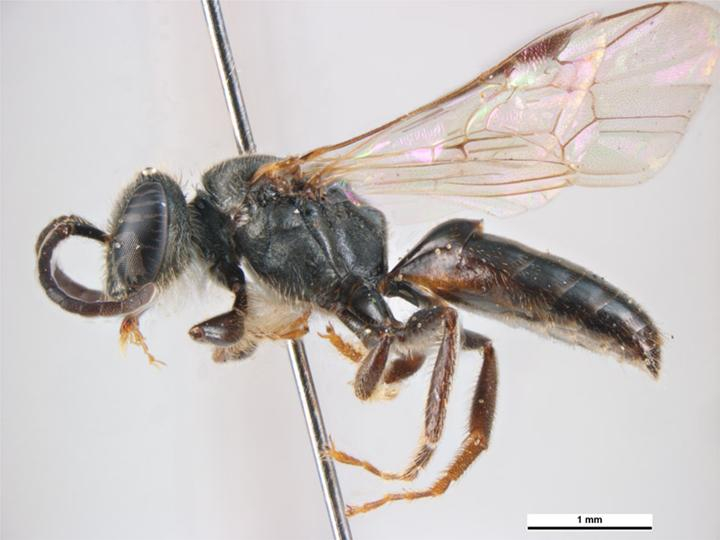